# Супер Марио браћа: Филм
Супер Марио браћа: Филм (енгл. The Super Mario Bros. Movie) амерички је рачунарско-анимирани авантуристички филм из 2023. године. Темељи се на франшизи Marioвидео-игара Mario коју је објавио Nintendo. Трећа је филмска адаптација ове франшизе, после аниме филма Супер Марио браћа: Велико спашавање принцезе Пич (1986) и играног филма Супер Марио браћа (1993).
Приказивање у биоскопима започело је 5. априла 2023. године у САД, односно 6. априла у Србији. Добио је помешане рецензије критичара и зарадио преко милијарду долара широм света, оборивши неколико рекорда зараде, укључујући највећу зараду током првог викенда приказивања за анимирани филм и филм настао по видео-игри. Такође је други филм са највећом зарадом 2023. године.

## Гласовне улоге
| Улога        | Енглески глас         | Српски глас       |
| ------------ | --------------------- | ----------------- |
| Марио        | Крис Прат             | Ђорђе Стојковић   |
| Принцеза Пич | Анја Тејлор Џој       | Марина Кауцки     |
| Луиђи        | Чарли Деј             | Виктор Влајић     |
| Баузер Купа  | Џек Блек              | Никола Немешевић  |
| Тоуд         | Киган-Мајкл Ки        | Лако Николић      |
| Донки Конг   | Сет Роген             | Бојан Хлишћ       |
| Кренки Конг  | Фред Армисен          | Бранислав Платиша |
| Спајк Формен | Себастијан Манискалко | Ненад Хераковић   |
| Камек        | Кевин Мајкл Ричардсон | Милан Антонић     |